# Пенсі Хо
Пенсі Хо (англ. Pansy Catalina Ho Chiu-king, н. 26 серпня 1962) — підприємиця-мільярдерка з гонконзько-канадським корінням, донька бізнесмена з Макао Стенлі Хо, керівниця численних заснованих батьком компаній, включаючи Shun Tak Holdings та Sociedade de Turismo e Diversões de Macau. 2019 року журнал Forbes поставив її на 16-ту сходинку в списку Forbes 50, найбагатших людей Гонконгу.
Особисті статки Пенсі Хо оцінюються в 4,25 млрд $, вона має великі частки в двох з шести компаніях-власниках ліцензій на казино в Макао.

## Раннє життя та освіта
Пенсі Хо народилася 26 серпня 1962 року, це старша з п'яти дітей Стенлі Хо та Лучіни Лаам Кінг Ін. Вона має трьох сестер і брата. Її третя сестра Джозі — співачка, а брат Лоуренс — бізнесмен.
Відвідувала школу Кастіллея в Пало-Альто в Каліфорніїй продовжувала відвідувати університет Санта-Клари, здобувши ступінь бакалавра з маркетингу та бізнесу. Хо також відвідувала школу св. Павла в Коусавей-Бей (Гонконг).
Університет Джонсона та Уельсу в Провіденсі, штат Род-Айленд, удостоїв її звання почесної доктора в травні 2007 року.

## Кар'єра
1981 року Хо почала кар'єру в індустрії розваг у Гонконзі, з'явившись з актором Денні Чаном, який сам тоді два роки був у цій галузі, в серіалі «Прорив» (突破). Пізніше, у віці 26 років, вона створила власну фірму зі зв'язків з громадськістю. Вона також підтримала свою сестру Джозі Хо у її кар'єрі співачки на початку 1990-х, попри заперечення батька.
Хо належить 29 % MGM Grand Macau. У березні 2007 року Рада з контролю за іграми Невади та Комісія з ігор (США) провели слухання щодо партнерства MGM з Ho. У березні 2010 року їй було заборонено вести ігровий бізнес у Нью-Джерсі через висновок державних регуляторів, заснований на Положенні 148 про ігри, через те, що її батько має «великі зв'язки» з організованою злочинностю, і MGM Mirage було наказано обірвати ділові стосунки з нею. Після смерті батька 26 травня 2020 року, вона отримала контроль під компанією Sociedade de Jogos de Macau.
Після смерті Стенлі Хо, Пенсі подала позов щодо майна свого батька, так само зробили її сестра Дебора Хо і двоюрідний брат Майкл Хотунг (відомий як Мак Шун Мін, син покійної сестри Стенлі Хо, підприємиці Вінні Хо Юн-Кі, і її двоюрідного брата і таємного коханця, мільярдера Еріка Хотунга).

## Особисте життя
1991 року одружилась з Юліаном Сюєм, сином суднового магната Гуй Сай-фуна. Вони розлучилися 2000 року. Хо мала стосунки з Гілбертом Єуном, сином конкурента її батька, Альберта Йенга. Однак, арешт Гілберта Єуна за зберігання наркотиків у серпні 2000 року на дні народження Хо, привернув увагу ЗМІ до Хо та її стосунків з ним. Батько Хо сказав у інтерв'ю, що відмовиться вважати її донькою, якщо вона одружиться з Гілбертом. Після цього Хо припинила стосунки Гілбертом.
2018 року вона витратила 900 млн $ на нерухомість в одному з найдорожчих кварталів Гонконгу, Піку Вікторії, тоді другому за дороговизною в Азії житловою нерухомістю.